# Чутливість засобу вимірювання
Чутли́вість за́собу вимі́рювання — властивість засобу вимірювання, яка визначається відношенням зміни вихідного сигналу цього засобу до зміни вимірюваної величини, що його зумовлює. Характеризує здатність засобу вимірювання реагувати на зміну вхідного сигналу. 
Величина, обернена до чутливості, називається сталою приладу. 
Розрізняють:
- абсолютну чутливість засобу вимірювання;
- відносну чутливість засобу вимірювання.

Крім чутливості засоби вимірювань характеризуються порогом чутливості і зоною нечутливості:
- Поріг чутливості — найменше значення вимірюваної величини, яка може бути виявлена засобом вимірювань.
- Зона нечутливості — діапазон значень вимірюваної величини, в межах якого її зміни не викликають зміни показу засобу вимірювань.